# Inquinante
Gli inquinanti sono sostanze che, direttamente o indirettamente, producono inquinamento costituendo un pericolo per la salute dell'uomo o per l'ambiente, provocando alterazioni delle risorse biologiche e dell'ecosistema.

## Descrizione
Molti degli elementi o composti che sono dannosi per l'ambiente (minerali, fossili o prodotti dell'uomo stesso) possono esserlo, nel medio-lungo termine, anche per gli esseri viventi. Gli inquinanti possono causare la distruzione di aree o ambienti che sono essenziali alla sopravvivenza dell'uomo. Un esempio classico è dato dai clorofluorocarburi che furono scelti come liquidi di raffreddamento nei circuiti frigoriferi perché non colpiscono direttamente l'uomo. Si è poi scoperto che danneggiano seriamente l'ambiente in quanto si diffondono nell'alta atmosfera dove permangono per qualche tempo e, quando i raggi solari li colpiscono, intaccano lo strato di ozono che ci protegge dalla radiazione ultravioletta, causa principale del cancro alla pelle.

## Classificazione
Al fine di semplificare la valutazione degli inquinanti in ambiente di lavoro, gli Igienisti Americani dell'ACGIH hanno giustamente definito i TLV (Threshold Limit Values) in 3 categorie:
- TLV-TWA (Threshold Limit Value - Time Weighted Average).

Questo limite è mediato nel tempo (per cinque giorni lavorativi di otto ore ciascuno).
- TLV-STEL (Threshold Limit Value - Short Term Exposure Limit).

Questo limite si riferisce ad un periodo di esposizione massimo pari a max 15 min.
- TLV-C (Threshold Limit Value - Ceiling).

Questo limite si riferisce alla concentrazione di soglia massima che non può essere mai superata nell'arco del periodo lavorativo.

## Nei vari contesti

### Ambienti di lavoro
Gran parte delle attività industriali producono, almeno durante alcune fasi di lavorazione, dei microinquinanti (sotto forma di polveri, fumi, vapori, liquidi, ecc.) che si disperdono negli ambienti di lavoro e, a seconda delle concentrazioni raggiunte e dal periodo di esposizione, può determinarsi un potenziale rischio per il personale esposto. Possono determinarsi intossicazione acuta o malattie professionali. Le schede di sicurezza di tutti i materiali, sostanze o prodotti utilizzati in quel processo produttivo, danno importanti indicazioni sul corretto utilizzo e sulla pericolosità. È poi fondamentale avere delle conoscenze il più possibile specifiche su quelli che sono i processi coinvolti e sulle eventuali reazioni collaterali indesiderate e sui prodotti tossici da esse generate. Al fine di stabilire se le concentrazioni di un dato inquinante rispettano le condizioni di salubrità di un ambiente di lavoro, viene effettuata una verifica con degli indici di riferimento, ovvero tramite standard di qualità dell'aria che rappresentano i livelli di esposizione accettabili da parte dei soggetti lavoratori esposti.